# (214) Aschera
(214) Aschera est un astéroïde de la ceinture principale découvert par Johann Palisa le 29 février 1880. Son nom fait référence à la déesse Ashera.